# Jerome Moross
Jerome Moross (Nova York, 1 d'agost de 1913 - Miami, 27 de juliol de 1983) fou un compositor, director i orquestrador de música de cinema.
Es convertí en un pianista amb talent i compongué música per al teatre. Durant els anys 1940 començava a treballar a Hollywood, on compondria música per a 16 pel·lícules de 1948 a 1969.
La seva banda sonora més coneguda és la de la pel·lícula de 1958 Grans horitzons, per al qual fou nominat per un Oscar a la millor banda sonora. Segons Moross, componia el títol principal tot recordant un passeig per les terres planes al voltant d'Albuquerque poc abans que es traslladés a Hollywood durant els últims anys 1930.
Altres treballs inclouen la música per a les pel·lícules Les aventures de Huckleberry Finn (1960), El cardenal (1963), i Rachel, Rachel (1968). També componia el tema principal a les temporades tercera a vuitena de la sèrie de TV Wagon Train.
També orquestrà per a altres compositors, incloent pel·lícules com El nostre poble (Our Town) per a Aaron Copland i Els millors anys de la nostra vida per a Hugo W Friedhofer.
Els treballs en música clàssica de Moross inclouen una simfonia, una sonata per a dos pianos i quartet de corda.
Moross moria a Miami el 1983 d'insuficiència cardíaca congestiva després d'un accident vascular cerebral.

## Treball a Broadway
- The Mother (1935) - obra de teatre - música incidental - co-compositor
- Frankie and Johnny (1938) - ballet[1]
- Susanna and the Elders (1948) - musical en un acte - compositor
- Willie the Weeper (1948) - musical en un acte - compositor
- The Eccentricities of Davey Crockett (1948) - musical en un acte - compositor
- The Golden Apple (1954) - musical - compositor

## Premis i nominacions

### Premis Oscar
| Any  | Categoria           | Pel·lícula      | Resultat |
| ---- | ------------------- | --------------- | -------- |
| 1959 | Millor banda sonora | Grans horitzons | Candidat |